# Нижняя Краснопавловка
Нижняя Краснопавловка (укр. Нижня Краснопавлівка), поселок, 
Яковлевский сельский совет,
Лозовский район,
Харьковская область.
Код КОАТУУ — 6323988504. Население по переписи 2001 года составляет 286 (132/154 м/ж) человек.

## Географическое положение
Посёлок Нижняя Краснопавловка находится на берегу реки Орелька (в основном на левом берегу).
Посёлок вытянут вдоль реки на 4 км.
На расстоянии в 1 км расположены село Мироновка и пгт Краснопавловка.

## История
- 1855 — дата основания.